# Pilsbryspira jayana
Pilsbryspira jayana é uma espécie de gastrópode do gênero Pilsbryspira, pertencente a família Pseudomelatomidae.